# 纽波特 (弗吉尼亚州)
纽波特是位于美国弗吉尼亚州吉尔斯县的一个非建制社区。这个社区位于盐池山、谢尔曼鼻和峡山之间的山谷中。1902年4月1日，當地大部分地区遭遇大火，只有幾處住宅留下。